# لرزش هماهنگ

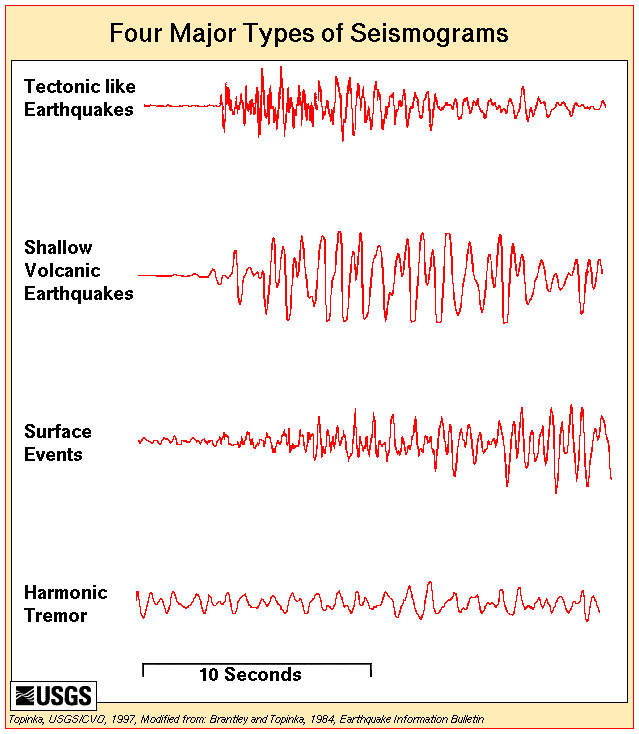
چهار نوع اصلی لرزه‌نگاشت یا امضاهای لرزه‌ای. لرزش هماهنگ در شکل چهارم دیده می‌شود.

لرزش هماهنگ یا لرزش موزون (انگلیسی: Harmonic tremor) انتشار پایدار انرژی لرزه‌ای و فروصوت است که معمولاً با حرکت زیرزمینی ماگما، تخلیه گازهای آتشفشانی از ماگما یا هر دو مرتبط است. لرزش هماهنگ نوعی انتشار طولانی‌مدت انرژی لرزه‌ای با خط طیف نوری مشخص است، که اغلب پیش یا همراه با یک فوران آتشفشانی است. به‌طور کلی، لرزش آتشفشانی یک سیگنال پایدار است که ممکن است این ویژگی‌های طیفی هارمونیک را داشته باشد یا نداشته باشد. لرزش آتشفشانی به دلیل داشتن ویژگی سیگنال پیوسته طولانی‌مدت از یک منبع گسترش‌یافته موقت، به‌طور مشخص از منابع کوتاه‌مدت و گذرای تشعشعات لرزه‌ای، مانند لرزش‌هایی که معمولاً با زمین‌لرزه و انفجار همراه هستند، متمایز می‌شود.
رابطه بین رویدادهای دوره طولانی و فوران قریب‌الوقوع آتشفشانی، نخستین بار توسط برنارد کوئت آتشفشان‌شناس شاغل در سازمان زمین‌شناسی ایالات متحده آمریکا مشاهده شد.